# Estadio Olímpico Universitario
Estadio Olímpico Universitario är en arena i Ciudad Universitaria i Mexico City. Den byggdes 1952 och var då Mexikos största arena. Publikkapaciteten lyder på 63 186. Under 1950- och 60-talen användes arenan främst för amerikansk fotboll mellan universiteten UNAM och IPN. Från sent 1950-tal började den användas för fotboll, amerikansk fotboll och friidrott. Den påminner utseendemässigt om en vulkan.
På arenan hölls olympiska sommarspelen 1968. Publiikapaciteten utökades då från 70 000 till 83 700 åskådare, för att möta IOK:s krav på en olympisk arena.